# Albertô Cả
Albertô Cả (tiếng Latinh: Albertus Magnus) (1193/1206 - 15 tháng 11 năm 1280), còn được biết đến là Albertô thành Köln, là một tu sĩ Dòng Đa Minh, người được biết đến với tầm hiểu biết sâu rộng. Ông là người ủng hộ cho sự tồn tại hòa hợp giữa khoa học và tôn giáo. Albertô được coi là nhà triết học và thần học vĩ đại nhất của Đức thời Trung Cổ. Ông cũng là người đầu tiên trong các học giả Trung cổ áp dụng triết học của Aristotle vào tư tưởng của đạo Cơ đốc. Ông cũng là một trong số 35 người được Giáo hội Công giáo Rôma tôn phong tiến sĩ Hội thánh.

## Tiểu sử
Ông sinh ra tại Lauingen, Đức. Năm 1223, ông trở thành người của dòng Đa Minh. Ông theo học tại Padua và Bologna. Trong các năm 1245-1248, Alberto giảng dạy tại Đại học Paris. Ông là thầy của Thomas Aquinas. Ông mất vào năm 1280 tại thành phố Cologne của Đức.

## Sự nghiệp nghiên cứu
Tổng thể, những tác phẩm của Albert bàn về khoa học cũng như bàn về triết học tự nhiên đều được cấu trúc dập khuôn theo mô hình cấu trúc của Aristotle. Đồng thời các tác phẩm này được trình bày dưới dạng tranh luận. Mục đích của những tranh luận này là hướng triết học của Aristotle gần với thần học hơn. Và ông là người thực thi xuất sắc tư tưởng của Giáo hoàng Gregory IX là đưa triết học của vị triết gia vĩ đại này vào triết học kinh viện để hỗ trợ các quan niệm về thần học mà thời đó gọi là "giải thích tất cả các thành phần trong triết học của Aristotle ra tiếng Latin".
Albert là một người quan trọng đối với triết học kinh viện. Tuy sứ mệnh chỉ dừng lại ở mức học giả, ông đã đặt nền tảng để người học trò Thomas Aquinas tạo nên thành quách triết học được coi là vĩ đại nhất trong lịch sử thần học cũng như trong lịch sử triết học Kito giáo.

### Những thí nghiệm
Tiếp nối những phương pháp nghiên cứu của Aristotle về sinh vật, Albert tiến hành một số thí nghiệm sinh học để minh chứng, giải thích các quan điểm còn gây tranh cãi như việc khẳng định tiếng kêu của con ve đến từ ức dù cắt đầu của nó thì nó vẫn kêu. Tuy nhiên, hầu hết các thí nghiệm của ông đều liên quan đến cái gọi là luyện đan. Và Albert đã được gọi là nhà ma thuật vĩ đại.

### Khoa học,triết họcvàtôn giáo
Albert cho rằng khoa học cũng như triết học khác hoàn toàn với chân lý của tôn giáo. Ý kiến của nhà triết học này đó là khoa học là kinh nghiệm quan sát tự nhiên. Triết học thì lại là sản phẩm của lý tính. Chính vì thế, để tiếp cận với triết học, chúng ta cần quan con đường sách vở. Đó là lý do vì sao chúng ta có thể xếp các nhà triết học vào một hệ thống để nghiên cứu và giải thích. Nghiên cứu các bậc tiền bối, Albert cho rằng để trở thành con người hoàn hảo, chúng ta cần am tường những gì mà Aristotle và Platon để lại. Bởi họ là những trụ cột vĩ đại của tri thức nhân loại.

### Suy nghĩvềvũ trụ
Chịu ảnh hưởng từ Robert Grosseteste, Albert đã lập luận rằng toàn thể vũ trụ là một trật tự mang tính đẳng cấp. Trong đó, Thiên Chúa là hữu thể tối cao, là cội nguồn của vạn vật. Giữa Ngài và vạn vật có sự thông truyền. Nếu ta nhìn sang tư tưởng của Grosseteste, ta thấy được điều tượng tựː Thiên Chúa là ánh sáng không thể nào được sáng tạo và Ngài cũng là biểu hiện của lý trí tối cao.
Albert cho rằng, vũ trụ có sự khởi đầu về mặt thời gian. Các vật thể cụ thể là sự kết hợp giữa vật chất và hình thức. Ở đây, hình thức là cái chung, vật chất là cái đơn nhất. Cái chung có trước, còn cái đơn nhất thì tồn tại trong suy nghĩ của Thượng đế. Các sự vật cụ thể là hình thức hóa vật chất bằng hình dạng và tính chỉnh thể.
Nếu nhìn vào tư tưởng trên của Albert, ta thấy dù ông đứng trên lập trường duy tâm để giải thích vũ trụ, ông đã làm một công việc rất quan trọngː công nhận cái gọi là vật chất tổng quát và cho rằng những sự vật chẳng qua cũng chỉ là vật chất được cụ thể hóa mà thôi. Có thể nói đây là suy nghĩ mang tính duy tâm biện chứng.

## Tác phẩm[1]
- Toàn thư về các tạo vật (1240-1249)
- Sách về những nguyên nhân và sự hình thành của vũ trụ (1254-1270)
- Thần học toàn thư (1270-1280)